# 1. Frauenfußballclub Turbine Potsdam 71 2010-2011
Questa voce raccoglie le informazioni riguardanti la sezione di calcio femminile del 1. Frauenfußballclub Turbine Potsdam 71 nelle competizioni ufficiali della stagione 2010-2011.

## Maglie e sponsor
Il main sponsor era Zentrum für Aus- und Weiterbildung (Centro per la Formazione e l'Aggiornamento) con sede a Ludwigsfelde, presente sulle maglie con il marchio ZAL, quello tecnico, fornitore delle tenute da gioco, era Jako.
|  | Casa | Trasferta |

## Organigramma societario
Area amministrativa
- Presidente: Rolf Kutzmutz

Area tecnica
- Allenatore: Bernd Schröder
- Allenatore in seconda: Dirk Heinrichs
- Allenatore in seconda: Aferdita Podvorica
- Allenatore dei portieri: Dirk Heinrichs
- Medici sportivi: Joachim Felderhoff, Michael Lehnert
- Fisioterapeuta: Kathrin Viehweger

## Rosa
Rosa, ruoli e numeri di maglia tratti dal sito della Federcalcio tedesca (DFB).
| N. |                     | Ruolo | Calciatrice           |
| -- | ------------------- | ----- | --------------------- |
| 1  | Germania (bandiera) | P     | Desirée Schumann      |
| 2  | Germania (bandiera) | D     | Kristin Demann        |
| 3  | Germania (bandiera) | C     | Monique Kerschowski   |
| 4  | Germania (bandiera) | D     | Babett Peter          |
| 5  | Germania (bandiera) | C     | Daniela Löwenberg     |
| 6  | Germania (bandiera) | C     | Marie-Louise Bagehorn |
| 7  | Germania (bandiera) | C     | Isabel Kerschowski    |
| 8  | Germania (bandiera) | D     | Josephine Henning     |
| 9  | Germania (bandiera) | A     | Jessica Wich          |
| 10 | Germania (bandiera) | C     | Fatmire Bajramaj      |
| 11 | Germania (bandiera) | C     | Jennifer Cramer       |
| 14 | Germania (bandiera) | D     | Jennifer Zietz        |
| 15 | Germania (bandiera) | D     | Inka Wesely           |

| N. |                      | Ruolo | Calciatrice            |
| -- | -------------------- | ----- | ---------------------- |
| 16 | Germania (bandiera)  | C     | Viola Odebrecht        |
| 17 | Giappone (bandiera)  | A     | Yūki Nagasato          |
| 18 | Germania (bandiera)  | P     | Lena Hohlfeld          |
| 19 | Germania (bandiera)  | D     | Corina Schröder        |
| 20 | Germania (bandiera)  | D     | Bianca Schmidt         |
| 21 | Germania (bandiera)  | C     | Tabea Kemme            |
| 22 | Germania (bandiera)  | D     | Stefanie Draws         |
| 23 | Germania (bandiera)  | C     | Nadine Keßler          |
| 24 | Germania (bandiera)  | P     | Anna-Felicitas Sarholz |
| 25 | Macedonia (bandiera) | C     | Nataša Andonova        |
| 27 | Germania (bandiera)  | A     | Sandra Starke          |
| 31 | Germania (bandiera)  | A     | Anja Mittag            |
|    | Germania (bandiera)  | D     | Sandra Wiegand         |

## Calciomercato

### Sessione estiva
| Acquisti | Acquisti          | Acquisti                          | Acquisti                  |
| R.       | Nome              | da                                | Modalità                  |
| -------- | ----------------- | --------------------------------- | ------------------------- |
| D        | Kristin Demann    | Turbine Potsdam [Primavera B (F)] | aggregata dalle giovanili |
| D        | Inka Wesely       | SG Essen-Schönebeck               | definitivo                |
| C        | Jennifer Cramer   | Turbine Potsdam [Primavera B (F)] | aggregata dalle giovanili |
| C        | Daniela Löwenberg | SG Essen-Schönebeck               | definitivo                |
| A        | Sandra Starke     | Turbine Potsdam [Primavera B (F)] | aggregata dalle giovanili |

| Cessioni | Cessioni        | Cessioni | Cessioni   |
| R.       | Nome            | a        | Modalità   |
| -------- | --------------- | -------- | ---------- |
| D        | Laura Brosius   | Jena     | definitivo |
| C        | Carolin Schiewe | Jena     | definitivo |

### Sessione invernale
| Acquisti | Acquisti        | Acquisti | Acquisti |
| R.       | Nome            | da       | Modalità |
| -------- | --------------- | -------- | -------- |
| A        | Nataša Andonova | Borec    |          |

| Cessioni | Cessioni | Cessioni | Cessioni |
| R.       | Nome     | a        | Modalità |
| -------- | -------- | -------- | -------- |
|          |          |          |          |

## Risultati

### Frauen-Bundesliga

#### Girone di andata
| Arbitro: | Hussein (Bad Harzburg) |

|                                             |           |           |
| Bajramaj 44’, 69’ Zietz 60’ (rig.) Wich 77’ | Marcatori | Simon 33’ |

| Arbitro: | Storch-Schäfer (Petersberg) |

|  |           |                                     |
|  | Marcatori | 18’ Odebrecht 55’ Keßler 67’ Mittag |

| Arbitro: | Dietz |

|                         |           |                |
| Mittag 68’ Nagasato 74’ | Marcatori | Garefrekes 48’ |

| Arbitro: | Elsner (Duisburg) |

|             |           |                         |
| Wermelt 66’ | Marcatori | 42’ Nagasato 73’ Keßler |

| Arbitro: | Kurtes (Düsseldorf) |

|                  |           |              |
| Jakabfi 23’, 74’ | Marcatori | 90’ Nagasato |

| Arbitro: | Kunick (Lissa) |

|            |           |  |
| Mittag 84’ | Marcatori |  |

| Arbitro: | Steinhaus (Langenhagen) |

|            |           |                  |
| Grings 86’ | Marcatori | 13’ (rig.) Zietz |

| Arbitro: | Hussein (Bad Harzburg) |

|                                                       |           |  |
| Bajramaj 21’, 86’ Keßler 31’ Schmidt 38’ Nagasato 78’ | Marcatori |  |

| Arbitro: | Biehl (Siesbach) |

|  |           |                 |
|  | Marcatori | 42’, 70’ Keßler |

| Arbitro: | Rafalski (Baunatal) |

|                                                           |           |              |
| Mittag 18’, 20’, 45’ Keßler 33’ Bajramaj 70’ Nagasato 88’ | Marcatori | 78’ Beckmann |

| Arbitro: | Storch-Schäfer (Petersberg) |

|                  |           |                                      |
| Weissenhofer 77’ | Marcatori | 4’ Keßler 40’, 82’ Mittag 89’ Wesely |

#### Girone di ritorno
| Arbitro: | Wozniak (Herne) |

|  |           |              |
|  | Marcatori | 82’ Nagasato |

| Arbitro: | Kurtes (Düsseldorf) |

|                              |           |  |
| Mittag 32’, 45’ Bajramaj 86’ | Marcatori |  |

| Arbitro: | Biehl (Siesbach) |

|                                                  |           |            |
| Prinz 29’, 60’ Garefrekes 75’ Pohlers 85’ (rig.) | Marcatori | 39’ Keßler |

| Arbitro: | Derlin (Bad Schwartau) |

|              |           |  |
| Bajramaj 11’ | Marcatori |  |

| Arbitro: | Illing (Limbach-Oberfrohna) |

|                                                  |           |  |
| Mittag 59’ Nagasato 75’ Bajramaj 87’ Schmidt 89’ | Marcatori |  |

| Arbitro: | Storch-Schäfer (Petersberg) |

|                         |           |                                       |
| Kuznik 48’ Goeßling 58’ | Marcatori | 27’ Zietz 43’, 64’, 85’, 86’ Bajramaj |

| Arbitro: | Hussein (Bad Harzburg) |

|            |           |  |
| Mittag 84’ | Marcatori |  |

| Arbitro: | Kurtes (Düsseldorf) |

|                 |           |                                           |
| Añonma 23’, 82’ | Marcatori | 54’ Mittag 77’ (rig.) Zietz 90’ Odebrecht |

| Arbitro: | Elsner (Duisburg) |

|                                                                             |           |  |
| Kerschowski 13’ Schmidt 25’ Mittag 48’ Nagasato 49’, 59’, 71’ Löwenberg 83’ | Marcatori |  |

| Arbitro: | Wenkel (Wehrden) |

|           |           |                                                                         |
| Elsig 48’ | Marcatori | 13’, 34’, 63’ Zietz 40’ (aut.) Beckmann 45’ Bajramaj 69’, 88’ Odebrecht |

| Arbitro: | Kunick (Lissa) |

|                                   |           |  |
| Odebrecht 3’ Mittag 51’ Peter 57’ | Marcatori |  |

### DFB-Pokal
| Arbitro: | Schultz (Wolfsburg) |

|  |           |                                                                              |
|  | Marcatori | 37’, 85’ Keßler 49’, 78’ Odebrecht 63’, 69’ Nagasato 71’ Mittag 90’ Bagehorn |

| Arbitro: | Illing (Limbach-Oberfrohna) |

|  |           |                                                                       |
|  | Marcatori | 7’, 12’, 76’ Bajramaj 38’, 59’ Keßler 74’, 90’ Nagasato 83’ Löwenberg |

| Arbitro: | Rafalski (Baunatal) |

|             |           |  |
| Schmidt 58’ | Marcatori |  |

| Arbitro: | Storch-Schäfer (Petersberg) |

|                             |           |                                                    |
| Wenninger 36’ Wimbersky 39’ | Marcatori | 12’ Odebrecht 15’ Nagasato 20’ Mittag 74’ Andonova |

| Arbitro: | Biehl (Siesbach) |

|                         |           |              |
| Huth 15’ Garefrekes 48’ | Marcatori | 42’ Nagasato |

### UEFA Women's Champions League

#### Fase a gironi
| Arbitro: | Cristina Dorcioman |

|  |           |                                                                                            |
|  | Marcatori | 5’ Bajramaj 17’, 72’, 90+3’ Mittag 34’ Schmidt 35’ Nagasato 58’ Kemme 70’ Peter 79’ Demann |

| Arbitro: | Efthalia Mitsi |

|                                                                   |           |  |
| Bajramaj 1’ Wesely 4’ Keßler 30’ Mittag 40’ Schmidt 59’ Peter 68’ | Marcatori |  |

| Arbitro: | Claudine Brohet |

|                                                                       |           |  |
| Keßler 7’ Mittag 28’, 77’ Zietz 58’, 90+2’ Odebrecht 63’ Nagasato 65’ | Marcatori |  |

| Arbitro: | Esther Staubli |

|  |           |                                                                                                |
|  | Marcatori | 13’ Wesely 22’, 25’ Bajramaj 45+2’ (rig.) Zietz 53’, 71’, 82’ Nagasato 75’ Mittag 87’ Bagehorn |

| Arbitro: | Kateryna Monzul' |

|  |           |                                               |
|  | Marcatori | 8’ Schmidt 28’ Bajramaj 65’ (aut.) Soubeyrand |

| Arbitro: | Alexandra Ihringová |

|                                                                 |           |                        |
| Kerschowski 18’, 75’ Nagasato 31’, 33’ Schmidt 45+1’ Mittag 62’ | Marcatori | 37’ Tonazzi 52’ Thiney |

| Arbitro: | Cristina Dorcioman |

|                      |           |                              |
| Grings 32’ Oster 42’ | Marcatori | 16’ Kerschowski 35’ Nagasato |

| Arbitro: | Kirsi Heikkinen |

|              |           |  |
| Nagasato 40’ | Marcatori |  |

| Arbitro: | Dagmar Damková |

|                           |           |  |
| Renard 27’ Dickenmann 85’ | Marcatori |  |

## Statistiche

### Statistiche di squadra
| Competizione         | Punti | In casa | In casa | In casa | In casa | In casa | In casa | In trasferta | In trasferta | In trasferta | In trasferta | In trasferta | In trasferta | Totale | Totale | Totale | Totale | Totale | Totale | DR   |
| Competizione         | Punti | G       | V       | N       | P       | Gf      | Gs      | G            | V            | N            | P            | Gf           | Gs           | G      | V      | N      | P      | Gf     | Gs     | DR   |
| -------------------- | ----- | ------- | ------- | ------- | ------- | ------- | ------- | ------------ | ------------ | ------------ | ------------ | ------------ | ------------ | ------ | ------ | ------ | ------ | ------ | ------ | ---- |
| Frauen Bundesliga    | 58    | 11      | 11      | 0       | 0       | 37      | 3       | 11           | 8            | 1            | 2            | 30           | 14           | 22     | 19     | 1      | 2      | 67     | 17     | +50  |
| DFB-Pokal der Frauen | -     | 1       | 1       | 0       | 0       | 1       | 0       | 4            | 3            | 0            | 1            | 21           | 4            | 5      | 4      | 0      | 1      | 22     | 4      | +18  |
| Champions League     | -     | 4       | 4       | 0       | 0       | 20      | 2       | 5            | 3            | 1            | 1            | 23           | 4            | 9      | 7      | 1      | 1      | 43     | 6      | +37  |
| Totale               | -     | 16      | 16      | 0       | 0       | 58      | 5       | 20           | 14           | 2            | 4            | 74           | 22           | 36     | 30     | 2      | 4      | 132    | 27     | +105 |

### Andamento in campionato
| Giornata  | 1 | 2 | 3 | 4 | 5 | 6 | 7 | 8 | 9 | 10 | 11 | 12 | 13 | 14 | 15 | 16 | 17 | 18 | 19 | 20 | 21 | 22 |
| --------- | - | - | - | - | - | - | - | - | - | -- | -- | -- | -- | -- | -- | -- | -- | -- | -- | -- | -- | -- |
| Luogo     | C | T | C | T | T | C | T | C | T | C  | T  | T  | C  | T  | C  | C  | T  | C  | T  | C  | T  | C  |
| Risultato | V | V | V | V | P | V | N | V | V | V  | V  | V  | V  | P  | V  | V  | V  | V  | V  | V  | V  | V  |
| Posizione | 2 | 2 | 1 | 1 | 1 | 1 | 1 | 1 | 1 | 1  | 1  | 1  | 1  | 2  | 2  | 1  | 1  | 1  | 1  | 1  | 1  | 1  |

Legenda:

Luogo: C = Casa; T = Trasferta. Risultato: V = Vittoria; N = Pareggio; P = Sconfitta.

### Statistiche delle giocatrici
| Giocatore      | Frauen-Bundesliga | Frauen-Bundesliga | Frauen-Bundesliga | Frauen-Bundesliga | DFB-Pokal der Frauen | DFB-Pokal der Frauen | DFB-Pokal der Frauen | DFB-Pokal der Frauen | Champions League | Champions League | Champions League | Champions League | Totale   | Totale | Totale      | Totale     |
| Giocatore      | Presenze          | Reti              | Ammonizioni       | Espulsioni        | Presenze             | Reti                 | Ammonizioni          | Espulsioni           | Presenze         | Reti             | Ammonizioni      | Espulsioni       | Presenze | Reti   | Ammonizioni | Espulsioni |
| -------------- | ----------------- | ----------------- | ----------------- | ----------------- | -------------------- | -------------------- | -------------------- | -------------------- | ---------------- | ---------------- | ---------------- | ---------------- | -------- | ------ | ----------- | ---------- |
| N. Andonova    | 1                 | 0                 | 0                 | 0                 | 2                    | 1                    | 0                    | 0                    | -                | -                | -                | -                | 3        | 1      | 0           | 0          |
| M-L. Bagehorn  | 2                 | 0                 | 0                 | 0                 | 1                    | 1                    | 0                    | 0                    | 2                | 1                | 0                | 0                | 5        | 2      | 0           | 0          |
| F. Bajramaj    | 20                | 13                | 1                 | 1                 | 5                    | 3                    | 0                    | 0                    | 8                | 5                | 1                | 0                | 33       | 21     | 2           | 1          |
| J. Cramer      | 1                 | 0                 | 0                 | 0                 | -                    | -                    | -                    | -                    | 0                | 0                | 0                | 0                | 1        | 0      | 0           | 0          |
| K. Demann      | 1                 | 0                 | 0                 | 0                 | 0                    | 0                    | 0                    | 0                    | 2                | 1                | 0                | 0                | 3        | 1      | 0           | 0          |
| S. Draws       | -                 | -                 | -                 | -                 | -                    | -                    | -                    | -                    | 0                | 0                | 0                | 0                | 0        | 0      | 0           | 0          |
| J. Henning     | 22                | 0                 | 0                 | 0                 | 5                    | 0                    | 0                    | 0                    | 8                | 0                | 0                | 0                | 35       | 0      | 0           | 0          |
| L. Hohlfeld    | -                 | -                 | -                 | -                 | -                    | -                    | -                    | -                    | 0                | 0                | 0                | 0                | 0        | 0      | 0           | 0          |
| T. Kemme       | 18                | 0                 | 3                 | 0                 | 4                    | 0                    | 0                    | 0                    | 8                | 1                | 0                | 0                | 30       | 1      | 3           | 0          |
| I. Kerschowski | 14                | 1                 | 0                 | 0                 | 5                    | 0                    | 0                    | 0                    | 7                | 3                | 0                | 0                | 26       | 4      | 0           | 0          |
| M. Kerschowski | 0                 | 0                 | 0                 | 0                 | 1                    | 0                    | 0                    | 0                    | 3                | 0                | 0                | 0                | 4        | 0      | 0           | 0          |
| N. Keßler      | 15                | 8                 | 0                 | 0                 | 2                    | 4                    | 0                    | 0                    | 3                | 2                | 0                | 0                | 20       | 14     | 0           | 0          |
| D. Löwenberg   | 15                | 1                 | 0                 | 0                 | 3                    | 1                    | 0                    | 0                    | 3                | 0                | 0                | 0                | 21       | 2      | 0           | 0          |
| A. Mittag      | 22                | 15                | 3                 | 0                 | 5                    | 2                    | 1                    | 0                    | 9                | 8                | 1                | 0                | 36       | 25     | 5           | 0          |
| Y. Nagasato    | 21                | 10                | 1                 | 0                 | 5                    | 6                    | 0                    | 0                    | 8                | 9                | 0                | 0                | 34       | 25     | 1           | 0          |
| V. Odebrecht   | 22                | 5                 | 2                 | 0                 | 5                    | 3                    | 0                    | 0                    | 9                | 1                | 1                | 0                | 36       | 9      | 3           | 0          |
| B. Peter       | 22                | 1                 | 2                 | 0                 | 4                    | 0                    | 1                    | 0                    | 9                | 2                | 0                | 0                | 35       | 3      | 3           | 0          |
| A. Sarholz     | 15                | -11               | 0                 | 0                 | 2                    | -4                   | 0                    | 0                    | 4                | -4               | 0                | 0                | 21       | -19    | 0           | 0          |
| B. Schmidt     | 22                | 3                 | 0                 | 0                 | 5                    | 1                    | 0                    | 0                    | 7                | 4                | 2                | 0                | 34       | 8      | 2           | 0          |
| C. Schröder    | 15                | 0                 | 0                 | 0                 | 2                    | 0                    | 0                    | 0                    | 5                | 0                | 0                | 0                | 22       | 0      | 0           | 0          |
| D. Schumann    | 7                 | -6                | 0                 | 0                 | 3                    | 0                    | 0                    | 0                    | 3                | -2               | 0                | 0                | 13       | -8     | 0           | 0          |
| S. Starke      | -                 | -                 | -                 | -                 | -                    | -                    | -                    | -                    | -                | -                | -                | -                | -        | -      | -           | -          |
| I. Wesely      | 12                | 1                 | 0                 | 0                 | 3                    | 0                    | 0                    | 0                    | ?                | ?                | ?                | ?                | 15+      | 1+     | 0+          | 0+         |
| J. Wich        | 4                 | 1                 | 0                 | 0                 | 0                    | 0                    | 0                    | 0                    | 0                | 0                | 0                | 0                | 4        | 1      | 0           | 0          |
| S. Wiegand     | -                 | -                 | -                 | -                 | -                    | -                    | -                    | -                    | -                | -                | -                | -                | -        | -      | -           | -          |
| J. Zietz       | 22                | 7                 | 1                 | 0                 | 5                    | 0                    | 0                    | 0                    | 9                | 3                | 1                | 0                | 36       | 10     | 2           | 0          |